# Mychajlo Hrusjevskyj
Mychajlo Serhijovytj Hrusjevskyj (ukrainska: Михайло Сергійович Грушевський), född 29 september 1866 Cholm, guvernementet Lublin, Kejsardömet Ryssland, död 25 november 1934 i Kislovodsk, var en ukrainsk historiker, politiker och författare.
Hrusjevskyj studerade historia i Kiev och var därefter 1898–1914 professor i historia i Lviv, där han påbörjade utgivandet av källsamlingen för ukrainsk historia, Zjerela do istorii Ukrainy-Rusy (16 band 1895–1924). Han återupplivade Sjevtjenko-vetenskapssocietetens verksamhet, och var från 1897 dess president. Hrusjevskyj utformade och befäste den ukrainska nationella frihetsrörelsen, tidvis i dess revolutionära gestaltning. 1899 grundade han det
galizisk-ukrainska nationalpartiet. Han utgav från 1898 Ukraina-Rysslands historia (10 band utkom), där han sökte visa, att den ukrainska kulturen ägt självständighet sedan 900-talet. Efter Galiziens ockupation av ryska trupper 1914 verkade Hrusjevskyj för Ukrainas självständighet bland annat genom politiska skrifter. Efter att 1917 ha anslutit sig till de ukrainska socialrevolutionärerna, var han juli 1917 -augusti 1918 president för centralradan. Efter att Ukraina ockuperats av sovjetiska trupper flydde han utomlands och fortsatte kampen därifrån, men valde 1924 på sovjetregimens initiativ att återvända och blev därefter professor i historia i Kiev och ledare för ukrainska vetenskapsakademins historiska avdelning. 1929 blev han även ledamot av Sovjetiska vetenskapsakademien. Då han inte ville ansluta sig till kommunismen och fortsatte en ukrainsk nationalistisk historieskrivning blev han 1930 bortförd till Moskva, där han inspärrades på sanatorium fram till sin död. Hrusjevskyj har utgett bland annat Ukrainska litteraturens historia (5 band, 1923-27) jämte en mängd andra historiska arbeten om Ukraina.

## Minnesmärken
Mychajlo Hrusjevskyj har fått ge namn åt Hrusjevskyjgatan (Vulytsia Mychajla Hrusjevs'koho), en central gata i Kiev där bland annat parlaments- och regeringsbyggnaderna är belägna. Längs med gatan arrangerades demonstrationer och utkämpades våldsamma strider i samband med Euromajdan 2013–2014.